# Wijwatervat
Een wijwatervat of aspersorium is een vat of bekken met wijwater dat in katholieke kerken meestal bij de deuren geplaatst is, opdat de gelovigen bij het binnentreden van de kerk zich ermee kunnen besprenkelen, terwijl men een kruisteken maakt, als symbool voor uiterlijke en innerlijke reiniging.
Soms staat het op een voetstuk en soms is het in de muur gemetseld. Bij het binnengaan van de kerk dopen de gelovigen de vingertoppen van de rechterhand in het bekken en maken daarna een kruisteken. Het wijwaterbekken is dikwijls uit natuursteen vervaardigd. Wijwaterbekkens zijn al te vinden in kerken die dateren van enkele eeuwen na Christus. Ze ontstonden uit de vroeg-christelijke fonteinen die vaak voor het kerkgebouw waren opgesteld.

## Thuis

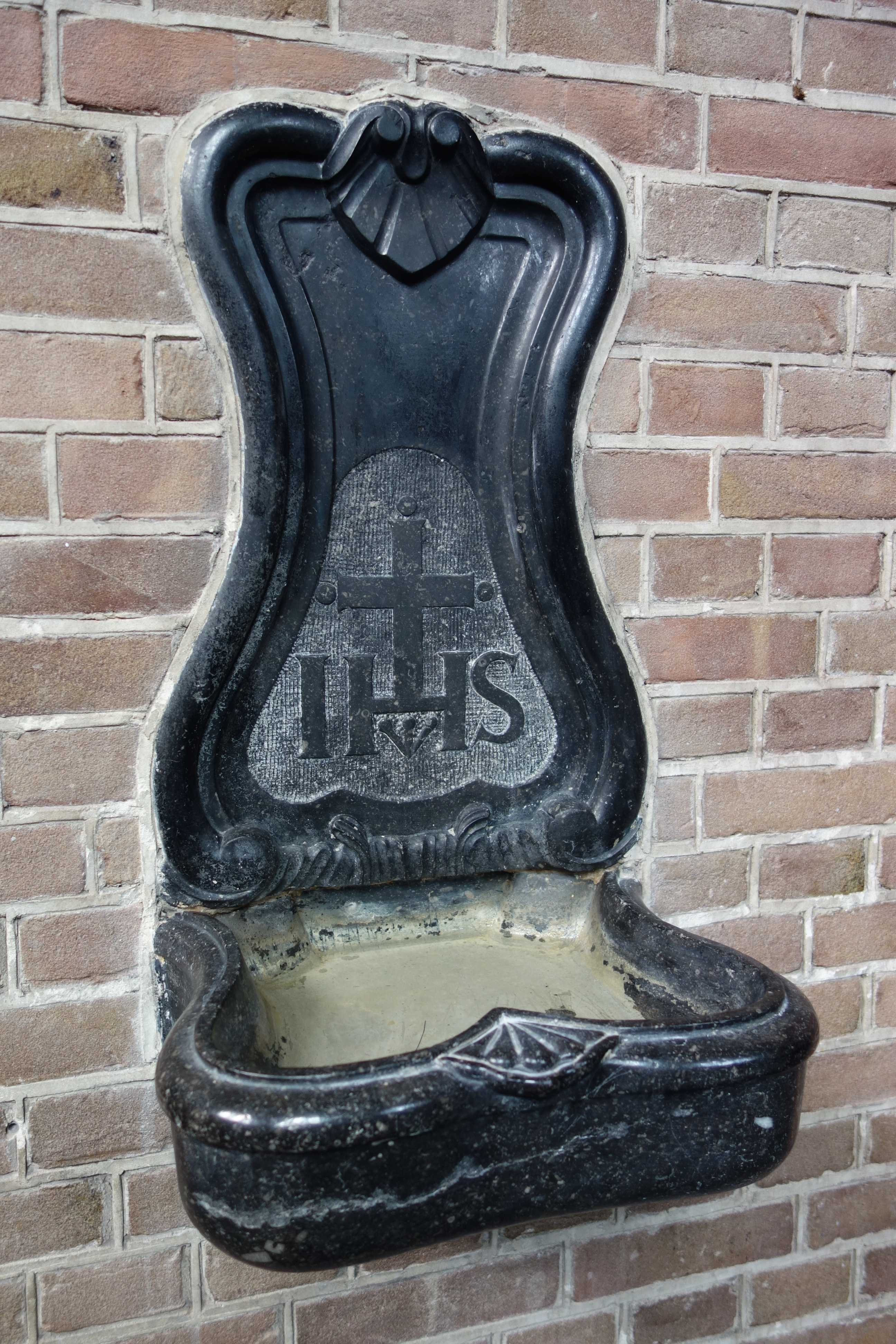
Natuurstenen wijwatervat in de Sint-Nicolaaskerk in Lutjebroek

Een wijwatervaatje of wijwaterbakje is een vaatje waar wijwater in huis wordt in bewaard.  Dit wordt aan de muur gehangen, meestal vlak bij de deur van een vertrek, zodat je bij binnenkomst in dit vertrek, enkele vingers erin kan dopen en aldus, met gereinigde handen, een kruisteken maakt: het wijwaterkruisje.
Het bakje is meestal gemaakt van geglazuurd aardewerk en hierin wordt wijwater gedaan.  Ook metalen exemplaren komen voor.  Op de houder van het bakje is meestal een vrome voorstelling in reliëf aangebracht: een Madonna, een kruis, een engeltje of het Christusmonogram bestaande uit de Griekse letters Chi (X) en Rho (P). De meeste vaatjes zijn uitgevoerd in enigszins zoetige pasteltinten.
Dit voorwerp werd tot in de jaren 70 van de vorige eeuw veel gebruikt bij de meeste katholieke gezinnen.  In de meeste vertrekken hing wel een dergelijk vaatje. Sindsdien is deze devotie samen met het kerkbezoek sterk achteruitgegaan in Nederland en Vlaanderen.  Men kan ze verkrijgen in gespecialiseerde winkels voor religieuze artikelen en bedevaartsoorden. Het is nu ook een object voor verzamelaars geworden en ook in musea gewijd aan religieuze kunst en volksdevotie komt men ze tegen.